# ياسين (طائرة تدريب نفاثة)
ياسين: هي أول طائرة تدريبية قتالية نفاثة إيرانية الصنع. وتم تصميمها وتصنيعها بشكل كامل في جمهورية إيران. وتم الإعلان الرسمي عن طائرة ياسين المخصصة للتدريب يوم الخميس 17 أكتوبر/ تشرين الأول 2019م بقاعدة الشهيد نوجه الجوية في همدان غربي جمهورية إيران. ويبلغ طول طائرة ياسين التدريبية 12 متراً، وقادرة على التحليق لإرتفاع 12 كيلومتراً، وبزنة 5.5 طن ومزودة بمحركين توربينيين من طراز (اوج) الوطني إيراني الصنع، حيث بإمكانها الهبوط والإقلاع بسرعة 200 كيلومتر في الساعة كحد أدنى. ويبلغ طول المدرج المطلوب لهبوط الطائرة  700 متر فقط، وأصدرت وزارة الدفاع الإيرانية مقاطع فيديو توضح عملية تطوير طائرة ياسين، بما في ذلك اختبار نفق الرياح، المحرك، والمقعد القاذف، وكذلك إقلاع وهبوط الطائرة في قاعدة الشهيد نوجه الجوية. وبتصميم وتصنيع هذه الطائرة التدريبية المتطورة، تُعَد جمهورية إيران من الدول القلائل التي تحوز هذه التقنية الجوية.

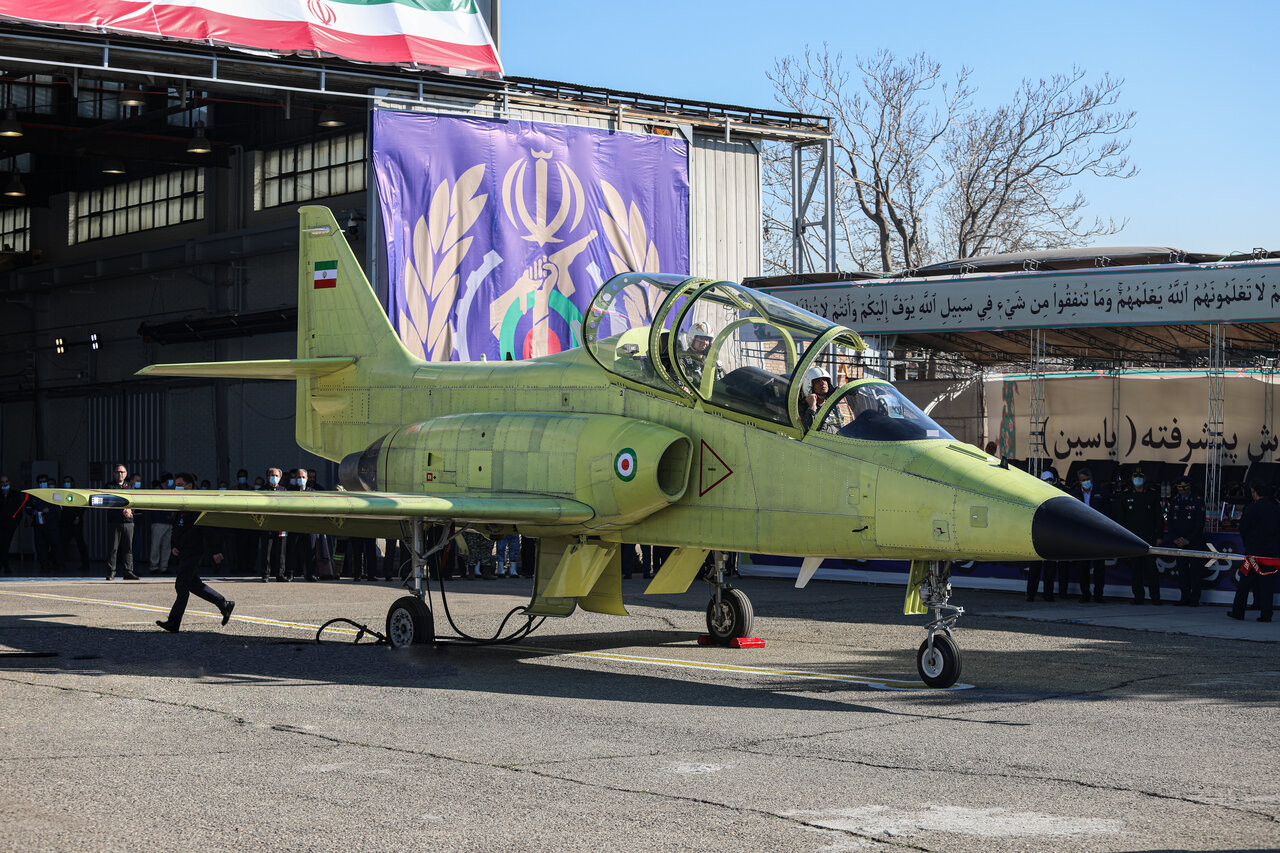
طائرة ياسين التدريبية إيرانية الصنع

## تصنيع وتصميم الطائرة
قام المتخصصون والخبراء الإيرانيون في منظمة الصناعة الجوية للقوات المسلحة والقوة الجوية لجيش الجمهورية الإسلامية الإيرانية بتصميم وصناعة طائرة ياسين  لاستخدامها في مجال تدريب الطيارين في البلاد. وقد إجتازت هذه  الطائرة التي تبلغ سرعتها دون سرعة الصوت، كافة مراحل الاختبار. وقامت بأول طلعاتها رسمياً بأوامر قائد القوة الجوية  للجيش في قاعدة  الشهيد نوجه في  همدان (غرب جمهورية إيران). وتم تصميم قمرة القيادة  بشكل يوفر مجال رؤية مريحة وواسعة للمتدرب في المقصورة الأمامية، وخاصةً المدرب الطيار في المقصورة الخلفية. ومن خلال تصميم وصناعة هذه الطائرة  فقد دخلت جمهورية إيران ضمن الدول القليلة التي تمتلك تكنولوجيا الطيران.

## الإعلان عن طائرة ياسين التدريبية
أعلنت وزارة الدفاع الإيرانية يوم الخميس 17 أكتوبر/ تشرين الأول 2019م بشكل رسمي عن طائرة عسكرية تدريبية متطورة، من طراز (ياسين)، تم تصنيعها بالكامل في جمهورية إيران. وحضر مراسم الكشف عن الطائرة في قاعدة  (الشهيد نوجه) في همدان غربي جمهورية إيران كلٌ من وزير الدفاع العميد أمير حاتمي وقائد سلاح الجو التابع للجيش الإيراني العميد طيار نصير زادة ومساعد الرئيس الإيراني للشؤون العلمية والتقنية سورنا ستاري.

## مواصفات الطائرة
تتمتع الطائرة ياسين النفاثة محلية الصنع 100%. بطولها البالغ 12 متر، وإرتفاعها 4 أمتار، ويبلغ وزن حملوتها 5 أطنان ونصف الطن، وبإمكانها الإقلاع حتى إرتفاع 12 كلومتر. اما فاصلة رأس جناحي النفاثة يبلغ 10 أمتار، ويبلغ مساحتها 24 متر مربع. وتم تصنيعها بشكل تتمكن من الإقلاع والهبوط بسرعة لا تزيد عن 200 كيلومتر في الساعة لتكون ضمن أفضل الطائرات التدريبية. إضافةً إلى ان سرعتها في مستوى البحث تقارب سرعة الصوت أيضاً، كما ان وجود جناح دوار في مؤخرة النفاثة يُمًّكِن الطيار بمناورات مختلفة خاصة. وطائرة ياسين النفاثة مزودة بمحركين توربينيين من طراز (اوج) بقدرة 7 آلاف رطل/ قدم، أي ضمن مستويات الطائرات المقاتلة، وبتصميم وتصنيع هذه الطائرة التدريبية المتطورة، تُعَد جمهورية إيران من الدول القلائل التي تحوز هذه التقنية الجوية.

## محرك الطائرة
تستخدم طائرة ياسين النفاثة محرك توربوجت نفاث وطني إيراني الصنع من طراز أوج، وهو أول محرك وطني إيراني الصنع. والذي له القدرة على الإقلاع بطائرات تفوق شحنتها 10 أطنان، وقد صنعته خبرات وزارة الدفاع الإيرانية بالتعاون مع المؤسسات الصناعية والبحثية سنة 2016م، وأصبحت جمهورية إيران بتصنيعها هذا المحرك ضمن الدول الثماني، التي تمتلك تقنية تصميم وتصنيع محركات الطائرات السريعة في العالم. ويستطيع محرك توربوجت (اوج) من التحليق إلى أعلى من 50 ألف قدم في الجو، إضافةً إلى إمكانية تركيبه على مختلف أنواع الطائرات السريعة. ان تصنيع هذا المحرك يُعَد طفرة نوعية في الصناعات الدفاعية الإيرانية خلال 2016م ليرتفع مستوى إيران بين الدول التي تمتلك إمكانية تصميم وتصنيع محركات توربوجت المستخدمة في الطائرات النفاثة الثقيلة ونصف الثقيلة في العالم. وان إنتاج هذا المحرك الوطني النفاث هو نتيجة جهود القوة الجوية وجيش الجمهورية الإيرانية و30 شركة معرفية و10 جامعات بالبلاد مع مؤسسة الصناعات الجوية في وزارة الدفاع.

## ردود الأفعال
إيران
وزير الدفاع الإيراني:
 قال العميد أمير حاتمي وزير الدفاع الإيراني إنه على الرغم من وجود عقوبات الأعداء الظالمة فإن النخب الموجودة في الصناعات الدفاعية قاموا بإنجاز جديد وقدموه هدية إلى قائد الثورة الإيرانية والشعب الإيراني والقوات المسلحة وخاصةً إلى القوات الجوية التابعة للجيش والحرس الثوري. وأضاف: مع إزاحة الستار عن هذه الطائرة فقد تم تحقيق أرضية الاقتصاد المقاوم في مجال الصناعات الجوية، ولفت إلى أنه «عادةً يقوم عدد من الدول التي تمتلك التكنولوجيا والمعرفة التقنية بشكل مشترك بتصميم وصناعة طائرة من هذا الطراز». وتابع «هذه الطائرة صناعة إيرانية بالكامل، لديها محركان قويان لديهما القدرة على إمتلاك السرعة المناسبة بسبب نوع الجناحين وطولهما اللذين تم تصميمهما بشكل خاص، حيث بالإمكان مقايسة هذه الطائرة مع مثيلاتها من الطائرات».
المدير التنفيذي لمنظمة الصناعات الجوية التابعة لوزارة الدفاع الإيرانية:
أوضح العميد بني طرفي في مراسم إزاحة الستار عن الطائرة الجديدة ياسين، أن الطائرة التي تم تصميمها وتصنيعها في إيران أجرت تحليقاً ناجحاً في قاعدة «الشهيد نوجه» في همدان. وأشار إلى مواصفات الطائرة مبيّناً أن طولها يبلغ 12 متراً والجناح 11 متراً وإرتفاعها 4 أمتار ومزودة بمحركين توربينيين نفاثين تم تصنيعهما وطنياً، حيث إن تصميم هذه الطائرة منح إيران نمطاً جديداً في مجال صناعة الطائرات. واعتبر العميد بني طرفي أن من اليوم بالإمكان التأكيد أن صناعة الطائرات بنسبة توطين كاملة قد بدأت في البلاد، وأن هذه الطائرات تتلائم مع إحتياجات سلاح الجو التابع للجيش. وأشار مدير المنظمة إلى أن الطائرة تم تصنيعها بجهد مشترك أمتد لسنوات بين منظمة الصناعات والقوة الجوية ومن المقرر إدخالها خط الإنتاج بسرعة ووضعها تحت تصرف سلاح الجو.